# ستيف هيويت
ستيف هيويت (بالإنجليزية: Steve Hewitt)‏ هو عازف قيثارة وطبال بريطاني، ولد في 22 مارس 1971 في مانشستر في المملكة المتحدة.

## وصلات خارجية
- ستيف هيويت على موقع ميوزك برينز (الإنجليزية)
- ستيف هيويت على موقع أول ميوزيك (الإنجليزية)
- ستيف هيويت على موقع ديسكوغز (الإنجليزية)